# Trapmos
Trapmos (Lophozia) is een geslacht van levermossen uit de trapmosfamilie (Lophoziaceae).
Het geslacht werd voor het eerst beschreven door Barthélemy Charles Joseph Dumortier.

## Verspreiding
Het geslacht heeft een kosmopolitische verspreiding, maar wordt het meest waargenomen op het noordelijke halfrond.

## Soorten
Soorten die in Nederland voorkomen zijn:
- cederhoutmos (Lophozia bicrenata)
- violet trapmos (Lophozia capitata)
- duintrapmos (Lophozia excisa)
- grootcellig trapmos (Lophozia grandiretis)
- getand trapmos (Lophozia incisa)
- kalktrapmos (Lophozia perssonii)
- gewoon trapmos (Lophozia ventricosa)
- alpentrapmos (Lophozia wenzelii)